# Interstella 5555
Interstella 5555 je japonski anime iz leta 2003. Muzikal je predstavitev videospotov pariškega house dua Daft Punk.
Anime deluje kot celota, brez govora in z le redkimi zvočnimi učinki. Za ozadje je glasba z albuma Discovery. Vsaka pesem z omenjenega albuma vsebinsko dopolnjuje dogajanje in na zgodbo vpliva kot zaključeno poglavje. Anime je naredila produkcijska hiša Toei Animation.
Prve episode so bile leta 2001 predvajane po delih na Cartoon Networku in MTV-ju. Prav tako so bile dostopne prek spleta kot del projekta Toonami Reactor.

## Razmerje med glasbo in filmom
Pesmi iz albuma Discovery tako sestavljajo film:
- One More Time

S pričetkom pesmi, se prav tako začne film. Ob koncu pesmi, se pojavijo ugrabitelji.
- Aerodynamic

Začne se z vdorom ugrabiteljev na koncert. Ob tem spuščajo plin. Konča se s pošiljanjem alarmnega zvoka Shep.
- Digital Love

Na začetku si jo, zunaj svoje ladje, Shep prepeva. V resnici le igra njegov radio. Konča se s strmoglavljenjem Shepa na Zemlji.
- Harder, Better, Faster, Stronger

Celotna skupina je na tekočem traku. Pri tem jim slečejo večino oblačil. Konča se s počlovečenimi in hipnotiziranimi člani skupine pred Earlom de Darkwood.
- Crescendolls

Skupina je pripeljana v snemalni studijo. Ob koncu pesmi je prikazan uspeh reklame skupine Crescendolls.
- Nightvision

Začne se s prikazom skupine med podpisovanjem ogromne količine reklamnega materiala. Preide k Shepu, ki ravno ugotavlja, kaj se je z ostalimi zgodilo.
- Superheroes

Začne se s predstavo Crescendolls. Konča se s pobegom skupine; ostane le Stella.
- High Life

Začne se z modno revijo, v kateri sodeluje tudi Stella. Konča se s pobegom Stelle s predstave »Gold Records Award«.
- Something About Us

Skupina prispe v zapuščeno skladišče, ki postane njihovo novo skrivališče.  Ob koncu pesmi Shep umre.
- Voyager

Ob začetku pesmi se pelje skupina skozi po pokrajini, da bi pokopali Shepa. Na koncu najdejo napis »Darkwood Manor«.
- Veridis Quo

Začne se z vožnjo skupine skozi gozd Darkwood Manor.  Konča se s padcem Darkwooda v lavo.
- Short Circuit

Začne se z izbruhom lave in konča z napadom stražarjev na Octava. Ta pri se pri tem spremeni nazaj v modro.
- Face to Face

Vsi izvejo, da so Crescendolls nezemljani. Konča se z vzletom njihove ladje nazaj v vesolje.
- Too Long

Ladja pride iz zemeljske atmosfere.
- Aerodynamic

Na koncu se predvaja remix te pesmi.